# Oskar Luts
Oskar Luts (Järvepera, 1887. január 7. – Tartu, 1953. március 23.) észt író, drámaíró. Humorát Rabelais-éhez, Dickenséhez, Gogoléhoz, Cervanteséhez, Aleksis Kiviéhez hasonlítják.

## Élete
Középosztálybeli családban született Järvepera faluban, az akkori Orosz Birodalom Livóniai kormányzóságában. Öccse Theodor Luts filmrendező és operatőr volt. 1894-ben az änkkülai falusi iskolába járt, majd 1895–1899 között Palamuse község iskolájába. 1899–1902 között a tartui reáliskolában tanult. 1903-ban gyógyszerészsegédként kezdett dolgozni Tartuban és Narvában. Még abban az évben, miután letette a gyógyszerészsegédi vizsgákat, Tallinnba ment dolgozni. Szentpéterváron teljesített katonai szolgálata idején (1909–1911) szintén gyógyszertárban dolgozott. Munkáját Tartuban folytatta, közben gyógyszerészetet tanult az egyetemen. Folyékonyan beszélt oroszul és németül, emellett francia, lengyel és finn könyveket olvasott.
Az első világháború kitörésekor besorozták az orosz hadseregbe. Katonai gyógyszerészként dolgozott Pszkovban, Varsóban, Daugavpilsben, Vilniusban és Vicebszkben (1915–1918), ez utóbbi helyen nősült meg.
1918 őszén egészségügyi okok miatt leszerelt, és családjával visszaköltözött Tartuba, ahol gyógyszerészként kezdett dolgozni. 1919–1920 között az egyetemi könyvtárban dolgozott, majd könyvesboltot nyitott. 1922-ben szabadúszó író lett, és egyike az Észt Írószövetség 33 alapító tagjának. Egyike volt a két írónak, akinek a Noor-Eest kiadó havi fizetést folyósított (a másik Anton Hansen Tammsaare), cserébe évente két kéziratot le kellett adnia. A biztos megélhetés mellett még arra is futotta, hogy házat építtessen Tartuban. A tartui Riia utcában levő házat 1964-ben múzeummá alakították át.
1945-ben Oskar Luts elsőként lett az Észt SZSZK népi írója, 1946-ban pedig a Munka Vörös Zászló érdemrendjével tüntették ki. 1950-ben két műve tiltólistára került. Legutolsó nyomtatásban megjelent művét (Jüri Pügal) ideológiailag elítélték; ezt követően még öt művet írt, amelyek kéziratban maradtak.

## Munkássága
Legderűsebb műveit az első világháború kitörése előtt írta. Számos vígjátékot írt, és megírta első regényét Kevade (Tavasz) címen, amelynek első része 1912-ben, második része 1913-ban jelent meg. A regény, amely a vidéki iskolai életet mutatja be az író gyermekkori emlékei alapján, Oskar Luts legismertebb és legsikeresebb művévé vált, 1989-ig 14, 2018-ig 21 kiadást ért meg, 16 nyelvre fordították le, és 2018-ban az olvasók minden idők legjobb észt könyvének választották. Folytatása az 1918–1919-ben megjelent Suvi (Nyár), amely szintén elég népszerű lett. A további folytatások azonban (Tootsi pulm – Toots esküvője, Argipäev – Munkanapok) illetve a Sügis (Ősz) című regény, noha a közönség igényére íródtak, nem érték el korábbi műveinek sikerét. Az első világháború után írt művei sokkal komorabbak és kevésbé humorosak. A Sügis második része több évtizeden át kéziratban maradt, és csak 1988-ban jelent meg.
Műveiből Arvo Kruusement készített igen sikeres filmeket.
Legnépszerűbb gyermekkönyve a Nukitsamees (1920), amelyet szintén filmre vittek. A film és Olav Ehala által írt zenéje szintén népszerűvé váltak.
Színművei közül a legismertebb a Kapsapea (Káposzta).
Oskar Luts műveit számos nyelvre lefordították (angol, orosz, német, svéd, francia, finn, litván, örmény, cseh, magyar, lengyel, román). Magyarul a Kevade című könyve jelent meg A „Kentuki Oroszlán” címen, Lavotha Ödön fordításában (Budapest: Móra. 1959).

## Fordítás
- Ez a szócikk részben vagy egészben  az   Oskar Luts című angol Wikipédia-szócikk ezen változatának fordításán alapul.  Az eredeti cikk szerkesztőit annak laptörténete sorolja fel. Ez a jelzés csupán a megfogalmazás eredetét és a szerzői jogokat jelzi, nem szolgál a cikkben szereplő információk forrásmegjelöléseként.